# دهستان میلاس
دهستان میلاس  ، دهستانی از توابع بخش مرکزی شهرستان لردگان در استان چهارمحال و بختیاری است.
دهستان میلاس  بسیار بزرگ و خوش آب هوا می باشد جمعیت بیشتر ۴۵ هزار نفر دارد.
پر از جنگل بلوط می باشد.
قدمت چند هزار ساله و آیین های کهن میترایی زردتشتی و دارای آتشکده خاموش می باشد

## جمعیت
براساس سرشماری سال ۱۳۸۵ جمعیت آن ۳۴٬۲۵۸ نفر (۶٬۴۹۳ خانوار) بوده‌است.